# Giovanni Manu
Werner Manu, detto Giovanni (Tonga, 26 gennaio 2001), è un giocatore di football americano tongano che milita nel ruolo di offensive tackle per i Detroit Lions della National Football League (NFL).

## Carriera universitaria
Manu si iscrisse alla University of British Columbia nel 2018  e passò la prima prima stagione come redshirt, potendo cioè allenarsi con la squadra ma non scendere in campo. Divenne titolare nel 2019, con la squadra che ebbe un record di 2 vittorie e 6 sconfitte. Dopo che la stagione 2020 fu cancellata a causa della pandemia di COVID-19, nel 2021 disputò tutte le 7 partite come tackle sinistro titolare. Nel 2022 giocò come titolare sia come tackle che come guardia , venendo inserito nella seconda formazione ideale All-Canadian. Assieme al compagno offensive lineman Theo Benedet fu classificato come uno dei migliori prospetti per il Draft CFL 2023 ma optò per fare ritorno per un'ultima stagione al college. Nel 2023 contribuì a fare raggiungere ai Thunderbirds la prima apparizione alla Vanier Cup dal 2015, venendo inserito ancora nella seconda formazione All-Canadian.

## Carriera professionistica

### Detroit Lions
Manu fu scelto nel corso del quarto giro (126º assoluto) del Draft NFL 2024 dai Detroit Lions, il primo giocatore selezionato della storia di UBC.